# Фальс (Австрія)
Фальс (нім. Vals) —  громада округу Інсбрук-Ланд у землі Тіроль, Австрія.
Фальс лежить на висоті  1129 м над рівнем моря і займає площу  48,7 км². Громада налічує 563 мешканців. 
Густота населення 12/км².  
|                                |
| Фальс на мапі округу та землі. |

 Адреса управління громади: Schmiedanger 1, 6154 Vals (Tirol). 

## Демографія
Історична динаміка населення міста за даними сайту Statistik Austria

## Виноски
1. ↑  Dauersiedlungsraum der Gemeinden Politischen Bezirke und Bundesländer - Gebietsstand 1.1.2018 — Статистичне управління Австрії.
2. ↑  Einwohnerzahl 1.1.2018 nach Gemeinden mit Status, Gebietsstand 1.1.2018 — Статистичне управління Австрії.
3. ↑  www.vals.at. Архів оригіналу за 17 червня 2019. Процитовано 4 квітня 2022.
4. ↑  Gemeindedaten von Vals (Tirol). Архів оригіналу за 29 вересня 2007. Процитовано 18 липня 2013.

| Австрія | Це незавершена стаття з географії Австрії. Ви можете допомогти проєкту, виправивши або дописавши її. |